# إدوارد إل. ستانتون الثالث
إدوارد إل. ستانتون الثالث (بالإنجليزية: Edward L. Stanton III)‏ هو محامي أمريكي، ولد في 1972 في ممفيس في الولايات المتحدة.